# Municipio de Northmoreland
El municipio de Northmoreland (en inglés: Northmoreland Township) es un municipio ubicado en el condado de Wyoming en el estado estadounidense de Pensilvania. En el año 2000 tenía una población de 1.463 habitantes y una densidad poblacional de 28 personas por km².

## Geografía
El municipio de Northmoreland se encuentra ubicado en las coordenadas 41°26′30″N 76°52′38″O / 41.44167, -76.87722.

## Demografía
Según la Oficina del Censo en 2000 los ingresos medios por hogar en la localidad eran de 42 692 $ y los ingresos medios por familia eran 48 833. Los hombres tenían unos ingresos medios de 34 028 dólares frente a los 23 036 para las mujeres. La renta per cápita para la localidad era de 17 571 dólares. Alrededor del 7,4% de la población estaban por debajo del umbral de pobreza.